# Lodewijk Meyer

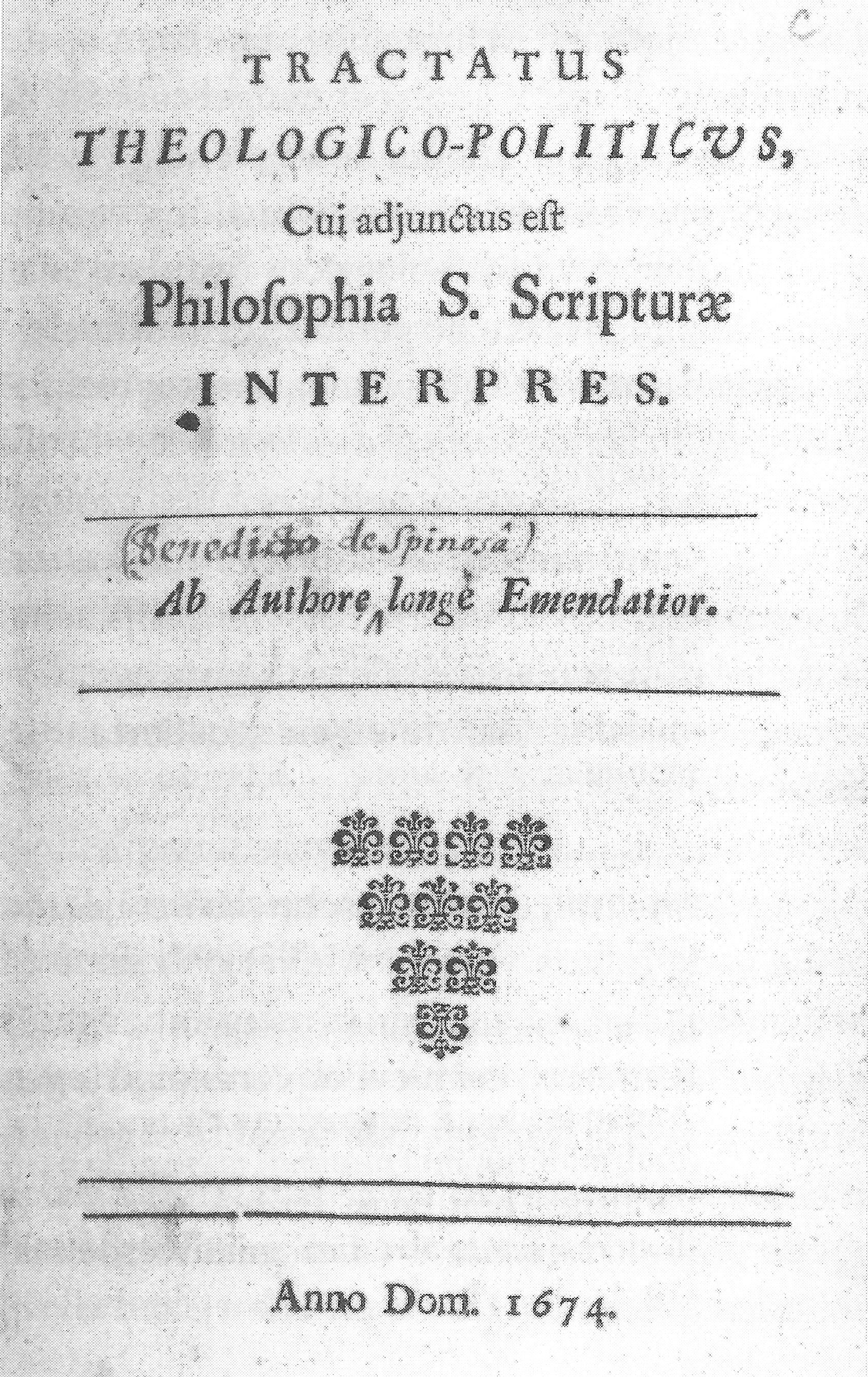
(anoniem, Lodewijk Meijer): Philosophia S. Scripturae interpres, 1674. Samen in een boek uitgegeven (convoluut) met Benedictus de Spinoza's eveneens hier anonieme Tractatus theologico-politicus. Er staat bijgeschreven: "Benedicto de Spinosâ".

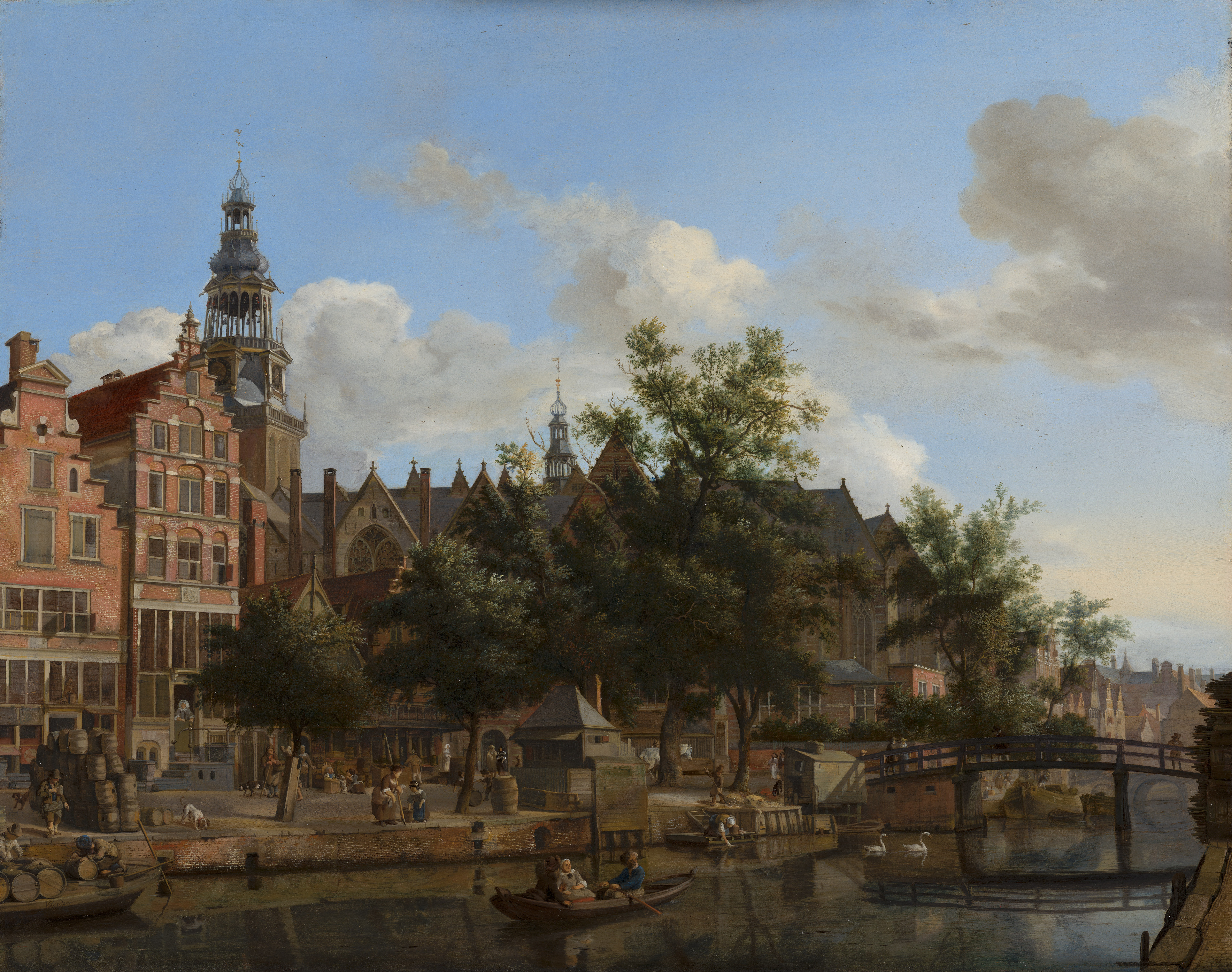
Jan van der Heyden: De Bierkaay op de Oudezijds Voorburgwal, 1670.

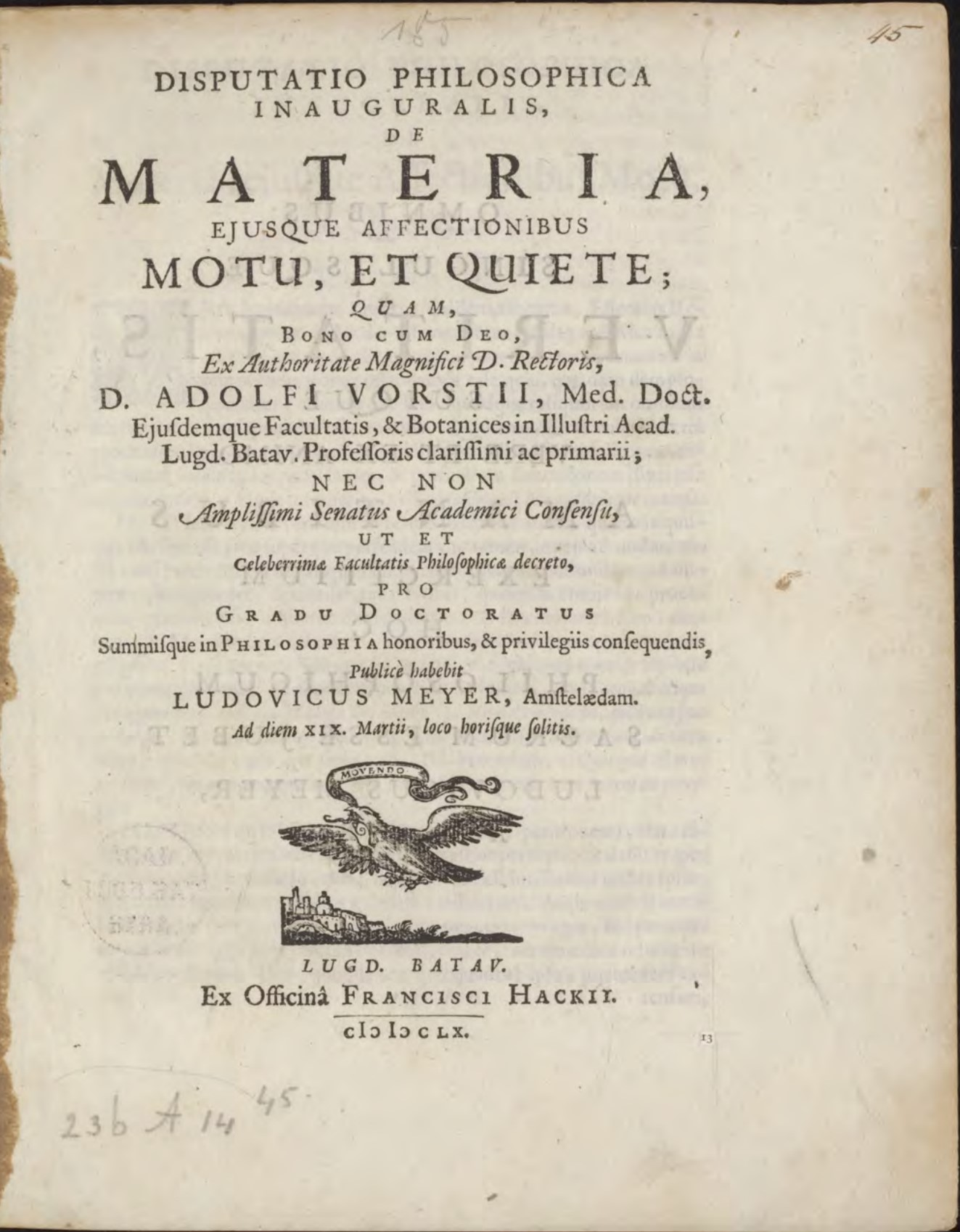
Lodewijk Meyer: De materia, ejusque affectionibus motu, et quiete, proefschrift Universiteit Leiden, 1660.

Lodewijk Meyer, soms ook Meijer (Amsterdam, (gedoopt) 18 oktober 1629 - aldaar, (begraven) 25 november 1681) was een arts, latinist, vertaler, lexicograaf, toneelschrijver, een radicaal Verlichter en prominent lid van de kring rond de filosoof Benedictus de Spinoza. Hij publiceerde een anoniem werk Philosophia S. Scripturae interpres (1674, vertaling Filosofie legt de Bijbel uit) dat aanvankelijk werd toegeschreven aan Spinoza en grote opschudding veroorzaakte onder predikanten en theologen, betogend dat de Bijbel op veel plekken "duister en twijfelachtig" was en filosofie het enige criterium voor interpretatie van lastige passages. Pas na de dood van Meyer maakten zijn vrienden bekend dat hij de auteur was.

## Biografie
Lodewijk Meyer was afkomstig uit de welgestelde burgerij en woonde op de Bierkaai in Amsterdam. Na de Latijnse school doorliep hij het Amsterdamse Athenaeum Illustre. In de jaren 1654-1660 studeerde hij aan de universiteit van Leiden, waar hij zowel in de wijsbegeerte als in de geneeskunde promoveerde.
Meyer was aanvankelijk een aanhanger van de filosofie van Descartes en verkeerde in de kringen van de Collegianten, Adriaen Koerbagh en Franciscus van den Enden en de Duitse wetenschapper Henry Oldenburg. In 1666 verscheen van zijn hand anoniem het werk Filosofie de uitlegger van de H. Schrift waarin "natuurlijke kennis" die wordt verworven door middel van wijsgerig onderzoek boven "openbaringskennis" van de Bijbel wordt gesteld. Het boek en de door Meyer zelf verzorgde Latijnse vertaling werd in religieus en intellectueel Europa het onderwerp van verhitte discussies. Op aandrang van de kerk en universiteiten werd de uitgave in 1674 tegelijk met het werk van Spinoza en de Leviathan van Thomas Hobbes, een werk dat al eerder, in 1667 in Amsterdam was gepubliceerd, door het Hof van Holland verboden. Steno, inmiddels overgegaan tot het katholicisme, verbaasde zich niet over de onder de protestanten ontstane verwarring en Leibniz stond er in 1676, bij zijn bezoek aan Amsterdam, op om kennis te maken met Lodewijk Meyer.

### Meyer en het toneel
In 1658 bewerkte Meyer Corneille's Le menteur tot De looghenaar. Van 1665 tot 1669 was hij directeur van de Schouwburg van Van Campen op de Keizersgracht. In 1667 zou zijn Ghulde Vlies zijn opgevoerd, met Cosimo III de' Medici in de zaal, die de schouwburg, verbouwd in Italiaanse stijl, wel wilde zien. Nadat Meyer uit de schouwburgdirectie was gegooid, stichtte hij in 1669 samen met Andries Pels een literair gezelschap ‘Nil Volentibus Arduum’ (Niets is moeilijk voor hen die willen). Dit gezelschap bracht een aantal werken van P.C. Hooft opnieuw op de planken, in plaats van het "ongeregelde" Spaanse repertoire. Ook werd er een "moderne" uitvoering van de Gijsbrecht van Amstel gebracht; alle gebeden en langdradige passages werden uit de tekst geschrapt.
Het genootschap trachtte in Holland de taak te vervullen en de invloed te krijgen, die de Académie Française in Frankrijk bezat. Men streefde er naar verheffing en zuivering van taal en kunst aan de hand van vaste regels over grammatica, dichtkunst en toneelwerken. In het Rampjaar, 1672, werd de schouwburg gesloten. Nadat het gebouw vijf jaar lang gesloten was geweest, huurde Meyer de schouwburg in 1677 af en werd hij een van de directeuren. Meyer werkte samen met Joan Pluimer en Johannes Bouwmeester. Toen een schandaal de heren na drie jaar de das omdeed, aangezwengeld door Hermanus Amya werd hij opgevolgd door Govert Bidloo. Bidloo kreeg de opdracht een opera te schrijven om nieuw publiek te trekken.

## Publicaties
Onder meer:
- 1660: 
  - (en)  vertaling: The Principles of Cartesian Philosophy and Metaphysical Thoughts by Baruch Spinoza contains Meyer's Preface and also his Inaugural Dissertation on Matter (1660). It is translated by Samuel Shirley and published by Hackett Publishing Company, Inc., Indianapolis/Cambridge, 1998, ISBN 0-87220-400-6.
  - (la)  Lodewijk Meyer, De materia, ejusque affectionibus motu, et quiete (1660). Gearchiveerd op 8 mei 2024.  Meyer's proefschrift aan de Universiteit Leiden.
- 1664 met Benedictus de Spinoza en Pieter Balling: Renatus Des Cartes Beginzelen der wysbegeerte, I en II deel, na de meetkonstige wijze beweezen door Benedictus de Spinoza ... : mitsgaders des zelfs overnatuurkundige gedachten, in welke de zwaarste geschillen ..., kortelijk werden verklaart, Amsterdam: Jan Rieuwertsz. boekverk. in de Dirk van Assensteegh, in 't Martelaars-boek, 1664. (Met voorwoord van Lodewijk Meijer.)
- 1666: 
  - met Benedictus de Spinoza: Philosophia S. Scripturæ interpres : exercitatio paradoxa, in quâ, veram philosophiam infallibilem S. Literas interpretandi normam esse, apodicticè demonstratur, & discrepantes ab hâc sententiæ expenduntur, ac refelluntur ..., Eleutheropoli [= (Grieks) "Vrijstad"]: onbekende uitgever, 1666.
  - (en)  vertaling: Lodewijk Meyer (2005). Philosophy as the interpreter of Holy Scripture (1666). Marquette University Press, Milwaukee. ISBN 0874626668. translation of Philosophia S. Scripturae Interpres
- 1668: L. Meijers Ghulde vlies : treurspel, Amsterdam: Jacob Lescailje, 1668
- 1669: L. Meijers woordenschat, : in drie deelen ghescheiden, van welke het I. bastaardtwoorden, II. konstwoorden, III. verouderde woorden beghrijpt., Amsterdam:  weduwe van Jan Hendriksz. Boom, 1669
  - 1688: L. Meijers woordenschat : verdeelt in 1. Bastaardt-woorden. 2. Konst-woorden. 3. Verouderde woorden., Amsterdam: Jeronimus Ratelband, 1688?, 1745
- 1677, vertaling van Antoine Le Métel d'Ouville: Het spookend weeuwtje, blyspél, Amsterdam: Albert Magnus, 1677
- 1678, vertaling van Jean Racine: Andromaché. Treurspel., Amsterdam: Izaak Duim, bezuiden het Stadhuis, 1678(?), 1744.

## Voetnoten
1. ↑  https://www.dbnl.org/tekst/anro001bioe01_01/meij001.htm
2. ↑  Uit: 'Ondervuur' door L. Kooymans in DBNL
3. ↑  Israel, J.I., (2001) Radicale Verlichting, p. 219-230.
4. ↑  Meestal wordt beweerd dat het de Medea was van de hand van Jan Vos
5. ↑  Albach, B. (1977) Langs kermissen en hoven, ontstaan en kroniek van een Nederlands toneelgezelschap in de 17de eeuw, p. 121.
6. ↑  Knuvelder (1968) Beknopt handboek tot de geschiedenis der Nederlandse letterkunde, p. 338.
7. ↑  Albach, B. (1977) Langs kermissen en hoven, ontstaan en kroniek van een Nederlands toneelgezelschap in de 17de eeuw, p. 124.
8. ↑  (en) Werken van of over Lodewijk Meyer in bibliotheken (volgens de WorldCat-catalogus)

- Biblioteca Nacional de España: XX1603910
- Bibliothèque nationale de France: cb12074742q (data)
- Biografisch Portaal: 15048232
- Digitale Bibliotheek voor de Nederlandse Letteren: meij001
- Gemeinsame Normdatei: 119484285
- International Standard Name Identifier: 0000 0000 8110 9059
- Library of Congress Control Number: n85112197
- Nationale Bibliotheek van Tsjechië: jn20011211052
- Nationale Bibliotheek van Israël: 987007265245105171
- Nederlandse Thesaurus van Auteursnamen: 070189765
- Système universitaire de documentation: 029037514
- Virtual International Authority File: 32020477
- WorldCat: E39PBJrcqywCPkcjff8TVyfyVC